# Labastide-de-Virac

Labastide-de-Virac este o comună în departamentul Ardèche din sud-estul Franței. În 1 ianuarie 2022 avea o populație de 322 de locuitori.